# Lazar Baraković
Lazar Baraković (1941. – Subotica, 5. siječnja 2018.), istaknuti privatni poduzetnik, inovator i djelatni član hrvatske zajednice u Subotici, hrvatski političar i lokalni dužnosnik

## Životopis
Rođen 1941. godine. Bio je primjerni, ugledni i humani građanin Subotice. Dokazao se u privatnom poduzetništvu. Aktivan i u hrvatskoj zajednici. Dugo je godina bio član Demokratskog saveza vojvođanskih Hrvata, čijeg je predsjedništva bio članom od 2004. do 2006. godine. Od 2007. je godine bio dopredsjednik druge hrvatske stranke u Subotici Demokratske zajednice Hrvata. Bio je subotički gradski vijećnik i obnašao dužnost dogradonačelnika Subotice. Predsjedavao je Upravnim odborom Novinsko-izdavačke ustanove Hrvatska riječ.
Promicao je zajedništvo hrvatske zajednice u Srbiji. Podupirao je manifestacije Hrvata HosanaFest, Dužijancu, Veliko prelo i dr.
Bio je diektor proizvodnje i prodaje u tvrtci, osnovanoj 1993. godine a koja je 1989. počela kao obrt za proizvodnju dijelova i poljoprivrednih strojeva. Tvrtka je postala po proizvodnji univerzalnih pneumatskih sijačica, dijelova za razne poljoprivredne strojeve i uslugama popravka poljoprivrednih strojeva.

## Nagrade
Dobio je nagrade:
- Listopadska nagrada grada Subotice 1986.
- Prvosvibanjska nagrada  1990.
- više puta nagrađivan za inovacije i unapređenje tehnologije